# União Pioneira de Integração Social 2021-2022
Questa voce raccoglie le informazioni riguardanti l'União Pioneira de Integração Social nella stagione 2021-2022.

## Stagione
L'União Pioneira de Integração Social utilizza la denominazione sponsorizzata Brasília Vôlei, frutto della collaborazione con la formazione femminile del Brasília e l'istituzione SESI, nella stagione 2021-22.
Partecipa alla Superliga Série A, classificandosi al decimo posto e restando fuori dai play-off scudetto.
In ambito locale partecipa come ospite al Campionato Mineiro, ottenendo un quarto posto finale. 

## Organigramma societario
Area direttiva
- Presidente: José Assenço
- Team manager: Flávio Thiessen

Area tecnica
- Allenatore: Marcelo Thiessen
- Assistente allenatore: Kaic de Souza

## Rosa
| N° | Nome                 | Ruolo | Data di nascita   | Nazionalità sportiva |
| -- | -------------------- | ----- | ----------------- | -------------------- |
| 1  | Paulo Lamounier      | P     | 9 gennaio 1993    | Brasile              |
| 2  | Matheus Martins      | L     | 27 ottobre 1997   | Brasile              |
| 3  | Álvaro Barbosa       | C     | 5 aprile 2000     | Brasile              |
| 4  | Cristiano dos Santos | S     | 23 ottobre 1996   | Brasile              |
| 5  | Bruno Rubbo          | C     | 24 settembre 1993 | Brasile              |
| 7  | Dario Pereira        | O     | 15 gennaio 1997   | Brasile              |
| 8  | Renato Adornelas     | O     | 18 novembre 1980  | Brasile              |
| 9  | Robson Wan Der Maas  | S     | 14 ottobre 1995   | Brasile              |
| 10 | Mikael Moraes        | C     | 13 marzo 2000     | Brasile              |
| 11 | Carlos Silva         | P     | 1º marzo 1999     | Brasile              |
| 12 | Alesson Santiago     | C     | 3 luglio 1990     | Brasile              |
| 13 | Diego Silva          | C     | 21 marzo 1994     | Brasile              |
| 14 | Adrián Goide         | P     | 26 giugno 1998    | Cuba                 |
| 15 | Thiago da Anunciação | L     | 8 marzo 1994      | Brasile              |
| 16 | Lucaian Pereira      | S     | 24 settembre 1996 | Brasile              |
| 18 | Thiago Soares        | S     | 11 dicembre 1997  | Brasile              |
| 19 | Luan Mota            | S     | 20 dicembre 1995  | Brasile              |

## Statistiche

### Statistiche di squadra
| Competizione      | Punti | In casa | In casa | In casa | In trasferta | In trasferta | In trasferta | Totale | Totale | Totale |
| Competizione      | Punti | G       | V       | P       | G            | V            | P            | G      | V      | P      |
| ----------------- | ----- | ------- | ------- | ------- | ------------ | ------------ | ------------ | ------ | ------ | ------ |
| Superliga Série A | 17    | 11      | 3       | 8       | 11           | 3            | 8            | 22     | 6      | 16     |
| Totale            | -     | 11      | 3       | 8       | 11           | 3            | 8            | 22     | 6      | 16     |

### Statistiche dei giocatori
| Giocatore        | Superliga Série A | Superliga Série A | Superliga Série A | Superliga Série A | Superliga Série A | Totale | Totale | Totale | Totale | Totale |
| Giocatore        | P                 | PT                | AV                | MV                | BV                | P      | PT     | AV     | MV     | BV     |
| ---------------- | ----------------- | ----------------- | ----------------- | ----------------- | ----------------- | ------ | ------ | ------ | ------ | ------ |
| R. Adornelas     | 18                | 159               | 144               | 11                | 5                 | 18     | 159    | 144    | 11     | 5      |
| Á. Barbosa       | 1                 | 7                 | 2                 | 3                 | 2                 | 1      | 7      | 2      | 3      | 2      |
| T. da Anunciação | 20                | 0                 | 0                 | 0                 | 0                 | 20     | 0      | 0      | 0      | 0      |
| C. dos Santos    | 13                | 64                | 60                | 0                 | 4                 | 13     | 64     | 60     | 0      | 4      |
| A. Goide         | 21                | 60                | 29                | 24                | 7                 | 21     | 60     | 29     | 24     | 7      |
| P. Lamounier     | 9                 | 5                 | 2                 | 2                 | 1                 | 9      | 5      | 2      | 2      | 1      |
| M. Martins       | 21                | 0                 | 0                 | 0                 | 0                 | 21     | 0      | 0      | 0      | 0      |
| M. Moraes        | 0                 | 0                 | 0                 | 0                 | 0                 | 0      | 0      | 0      | 0      | 0      |
| L. Mota          | 19                | 84                | 71                | 11                | 2                 | 19     | 84     | 71     | 11     | 2      |
| D. Pereira       | 10                | 28                | 25                | 1                 | 2                 | 10     | 28     | 25     | 1      | 2      |
| L. Pereira       | 19                | 220               | 199               | 4                 | 17                | 19     | 220    | 199    | 4      | 17     |
| B. Rubbo         | 19                | 152               | 94                | 35                | 23                | 19     | 152    | 94     | 35     | 23     |
| A. Santiago      | 7                 | 43                | 30                | 13                | 0                 | 7      | 43     | 30     | 13     | 0      |
| C. Silva         | 11                | 4                 | 3                 | 0                 | 1                 | 11     | 4      | 3      | 0      | 1      |
| D. Silva         | 21                | 155               | 98                | 41                | 16                | 21     | 155    | 98     | 41     | 16     |
| T. Soares        | 1                 | 0                 | 0                 | 0                 | 0                 | 1      | 0      | 0      | 0      | 0      |
| R. Wan Der Maas  | 21                | 204               | 180               | 10                | 14                | 21     | 204    | 180    | 10     | 14     |

P = presenze; PT = punti totali; AV = attacchi vincenti; MV = muri vincenti; BV = battute vincenti